# 前奏曲 (リスト)
『前奏曲』（ぜんそうきょく、Les Préludes（レ・プレリュード））S.97は、フランツ・リストにより1854年に作曲された交響詩。13曲あるリストの交響詩の代表作である。「人生は死への前奏曲」という考え（アルフォンス・ド・ラマルティーヌの詩による）に基づき、リストの人生観が歌い上げられている。

## 作曲の経緯
原曲は男声合唱曲「四大元素」（Les quatre éléments, オートランの詩に基づく、1844年 - 1845年）のための序曲として、その合唱曲に使われた主題を用いて1848年に作曲された楽曲である。後にこれを改訂したうえで独立した交響詩として発表する際に、ラマルティーヌの詩『詩的瞑想録』を再構成した上で楽曲の標題として付加した。初演はリスト自身の指揮により1854年にヴァイマルで行われた。

## 楽器編成
フルート3、オーボエ2、クラリネット2、ファゴット2、ホルン4、トランペット2、トロンボーン3、チューバ1、ティンパニ、小太鼓、大太鼓、シンバル、ハープ、弦五部

## 曲の構成
曲は2つの主題を用いた、4部構成（緩 - 急 - 緩 - 急）の形式を持つ一種の変奏曲と見なすことができる。第１部は低音楽器が死へと向かう人生の始まりを暗示する主題を、そしてホルンが深い主題で愛をうたう第2主題を奏し、変奏する。第2部は人生の嵐が描かれ、激しい嵐に金管楽器のファンファーレを加えて全曲中のクライマックスを迎える。第3部は嵐の後の慰めの音楽で、ホルンの穏やかな旋律に、静かで平和な田園生活を描く。第4部は運命に果敢に挑戦する勇ましい行進曲。高音楽器が急速に音階を上下する中で金管楽器が華やかにファンファーレを奏し、続いて冒頭の主題から変奏された全合奏の行進曲へ発展する。最後は速度を落とし、死の主題を変形した旋律を高らかに奏して華々しく曲を閉じる。

## 曲の利用
終盤のファンファーレの部分は、ナチ政権下のドイツでラジオ特別放送やニュース映画で、独ソ戦戦況発表時の開始音楽（Rußland-Fanfare）として使用された。そのため今日でもこの時代を題材にした映画や演劇などで耳にすることがある。